# 王清選
王清選（1803年—？），字莲士，号鑑塘，汉军镶白旗人。道光戊子举人，癸巳进士。后任翰林院庶吉士、散馆后授翰林院编修。

## 家族
曾祖父王述祖。祖父王廷桂，乾隆己亥举人。父王元柱，嘉庆己巳科武进士。叔父王元良，嘉庆甲子举人。
弟王仲選，道光乙未进士。
子王炳麟。